# Elapidae
Famille
Synonymes
- Hydrophiidae Boie, 1827
- Elapinae Boie, 1827
- Bungarinae Eichwald, 1831
- Notechinae Eichwald, 1831
- Acanthophiinae Dowling, 1967

Les Elapidae sont une famille de serpents qui compte à la fois des espèces terrestres et des espèces marines. On les trouve sur tous les continents hormis l'Europe, ainsi que dans plusieurs océans. Ce sont des serpents venimeux à denture protéroglyphe, et un certain nombre comptent parmi les serpents les plus dangereux du monde, comme les cobras, mambas, taïpans, bongares, serpents-corail, serpents marins, etc. Cette famille compte notamment en son sein les deux serpents aux venins les plus toxiques connus : le serpent terrestre Oxyuranus microlepidotus et le serpent marin Enhydrina schistosa,.

## Description

### Morphologie

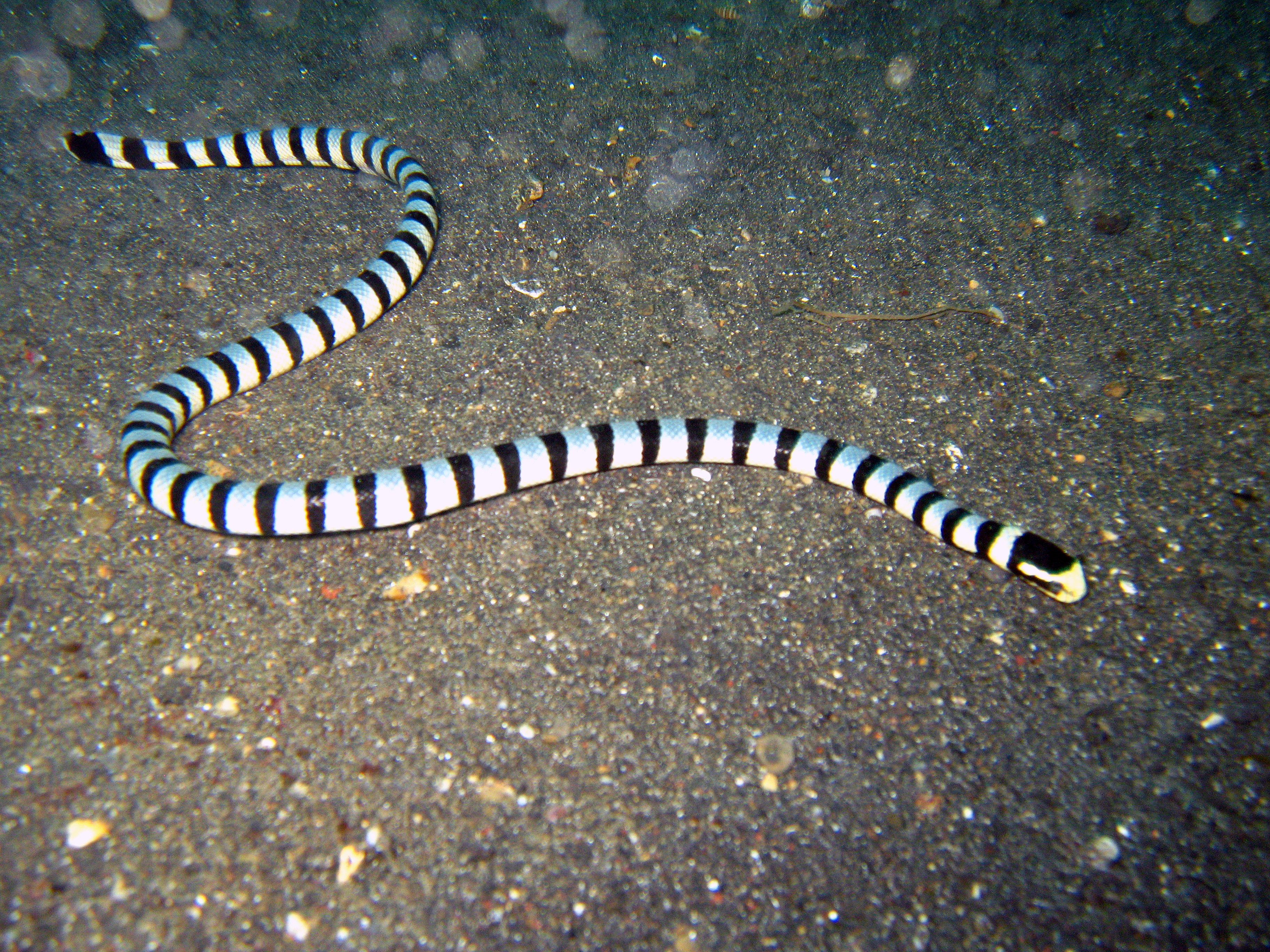
La principale caractéristique morphologie du cobra de mer est la queue aplatie verticalement et haute, servant de propulseur dans l'eau.

La plupart des espèces possède des pupilles rondes et présentent un aspect général proche des couleuvres, mais on trouve également des pupilles verticales, principalement dans le genre Acanthophis qui présente un cas intéressant de convergence évolutive avec les Viperidae. Les plus grands spécimens dépassent les 3 m (mamba noir, taipan côtier) ; voire les 5 m pour le cobra royal. Au demeurant, les tailles sont plus modestes pour les serpent corail et les bongares.
Les serpents marins (sous famille des hydrophiinae) présentent des adaptations à ce mode de vie, la large queue est aplatie latéralement, facilitant la propulsion sous-marine. Certaines espèces strictement marines ne retournent jamais à terre, même pour la reproduction, elles donnent naissance à des petits formés (viviparité) et présentent une réduction des écailles ventrales.
Le poumon gauche est généralement réduit ou absent mais les espèces marines possèdent souvent un poumon trachéal. 

### Comportement
Selon les genres, ils ont des mœurs terrestres semi-fouisseuses (serpents corail), arboricoles ou semi-arboricoles (Pseudohaje et Dendroaspis), voire aquatiques (serpents de mer). Ils sont parfois diurnes comme Dendroaspis ; mais demeurent principalement nocturnes, (Acantophis, 'Bungarus, Naja).
Certaines espèces sont ovipares (serpents corail, Oxyuranus, Demansia…), d'autres sont ovovivipares (Hemachatus, Acanthophis, Cryptophis, Drysdalia, Glyphodon, Pseudechis, Tropidechis) et enfin, quelques espèces sont vivipares (Denisonia).

### Denture et venin

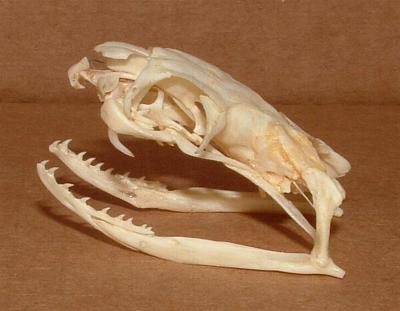
Vue latérale d'un crâne de cobra royal montrant la denture protéroglyphe des élapidés.

Les Elapidae sont des serpents venimeux protéroglyphe, les crochets courts et fixes sont situés en avant du maxillaire, ceux ci ne peuvent pas être érigés comme ceux des vipères (famille des Viperidae). Au lieu de cela, les Elapidae doivent réellement mordre leur proie au lieu de les poignarder à la manière des vipères. Lorsque la bouche est fermée, les crochets se logent dans des creux de la mâchoire inférieure. La denture protéroglyphe est un caractère propre aux Elapidae. l'envenimation est facilitée par morsure car les crochets sont cannelés (cobra, mamba, taipan, serpent marin) et les glandes à venin très actives. Ces crochets sont parfois modifiés pour pouvoir projeter du venin (Hemachatus, Naja nigricollis).
Néanmoins les venins sont très puissants et c'est d'ailleurs dans cette famille que l'on regroupe les espèces les plus venimeuses. Les venins sont principalement neurotoxiques car, si les crochets sont courts, le venin, qui a un tropisme neurotrope, n'a pas besoin d'être injecté profondément. De plus, le  mode  d'action est bref.

## Répartition
Les élapidés terrestres sont répartis dans les régions tropicales et subtropicales du monde entier, ils sont absents d’Europe et de certains milieux insulaires comme Madagascar. C’est en Australie que l'on trouve le maximum de diversité génerique pour cette famille, seul un genre terrestre (Micrurus) est présent dans le nouveau monde. Les serpents marins sont présents dans les mers tropicales chaudes de l'océan indien et de l'océan pacifique.

## Liste des genres
Selon The Reptile Database (26 août 2014) :
- Elapidae Boie, 1827 stricto sensu
  - genre Acanthophis Daudin, 1803
  - genre Antaioserpens Wells & Wellington, 1985
  - genre Aspidelaps Fitzinger, 1843
  - genre Aspidomorphus Fitzinger, 1843
  - genre Austrelaps Worrell, 1963
  - genre Brachyurophis Günther, 1863
  - genre Bungarus Daudin, 1803
  - genre Cacophis Günther, 1863
  - genre Calliophis Gray, 1835
  - genre Cryptophis Worrell, 1961
  - genre Demansia Gray, 1842
  - genre Dendroaspis Schlegel, 1848
  - genre Denisonia Krefft, 1869
  - genre Drysdalia Worrell, 1961
  - genre Echiopsis Fitzinger, 1843
  - genre Elapognathus Boulenger, 1896
  - genre Elapsoidea Bocage, 1866
  - genre Furina Dumeril, 1853
  - genre Hemachatus Fleming, 1822
  - genre Hemiaspis Fitzinger, 1861
  - genre Hemibungarus Peters, 1862
  - genre Hoplocephalus Wagler, 1830
  - genre Loveridgelaps McDowell, 1970
  - genre Micropechis Boulenger, 1896
  - genre Micruroides Schmidt, 1928
  - genre Micrurus Wagler, 1824
  - genre Naja Laurenti, 1768
  - genre Neelaps Günther, 1863
  - genre Notechis Boulenger, 1896
  - genre Ogmodon Peters, 1864
  - genre Ophiophagus Günther, 1864
  - genre Oxyuranus Kinghorn, 1923
  - genre Parapistocalamus Roux, 1934
  - genre Parasuta Worrell, 1961
  - genre Paroplocephalus Keogh, Scott & Scanlon, 2000
  - genre Pseudechis Wagler, 1830
  - genre Pseudohaje Günther, 1858
  - genre Pseudonaja Günther, 1858
  - genre Rhinoplocephalus Muller, 1885
  - genre Salomonelaps McDowell, 1970
  - genre Simoselaps Jan, 1859
  - genre Sinomicrurus Slowinski, Boundy & Lawson 2001
  - genre Suta Worrell, 1961
  - genre Toxicocalamus Boulenger, 1896
  - genre Tropidechis Günther, 1863
  - genre Vermicella Gray, 1858
  - genre Walterinnesia Lataste, 1887
- sous-famille Hydrophiinae Fitzinger, 1843
  - genre Aipysurus Lacépède, 1804
  - genre Emydocephalus Krefft, 1869
  - genre Ephalophis Smith, 1931
  - genre Hydrelaps Boulenger, 1896
  - genre Hydrophis Latreille, 1801
  - genre Kolpophis Smith, 1926
  - genre Parahydrophis Burger & Natsuno, 1974
  - genre Thalassophis Schmidt, 1852
- sous-famille Laticaudinae Cope, 1879
  - genre Laticauda Laurenti, 1768

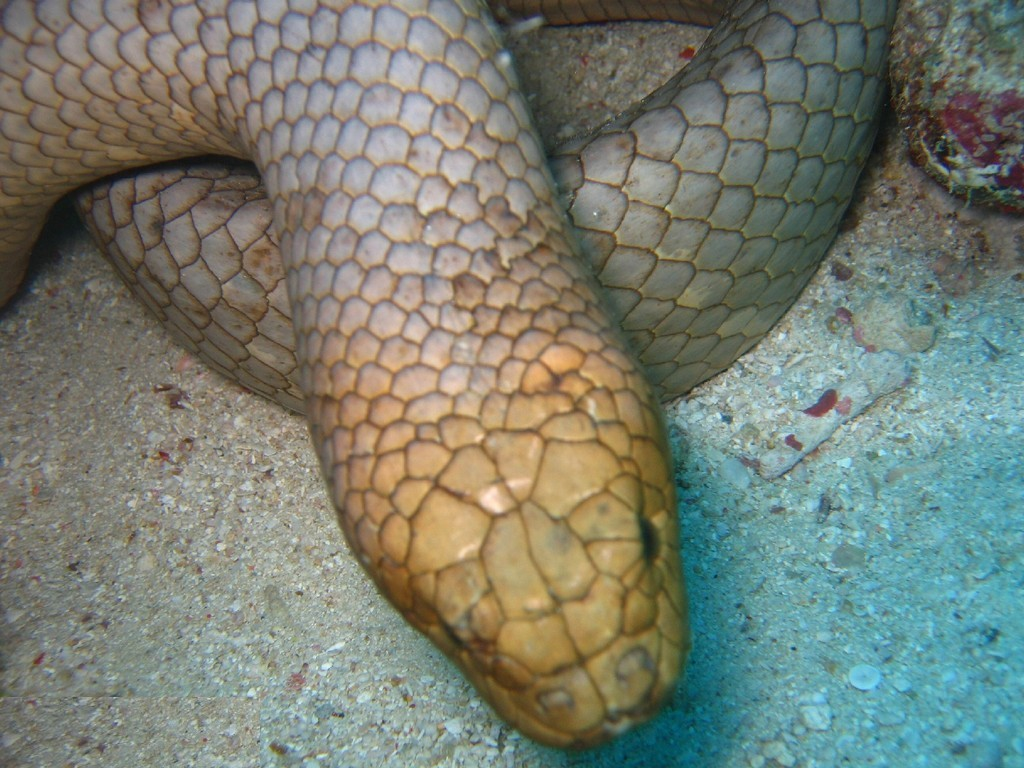
Aipysurus laevis
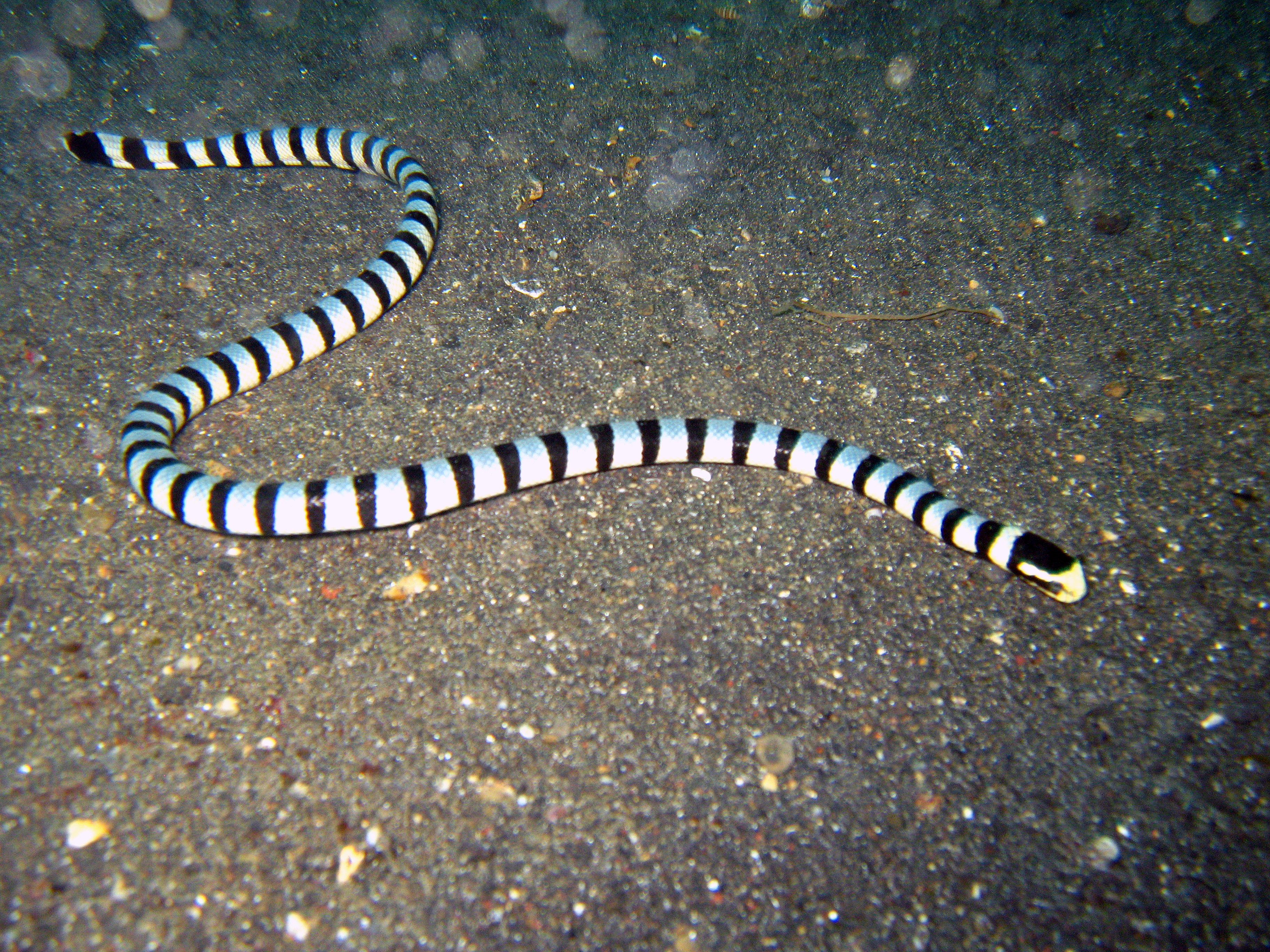
Laticauda colubrina
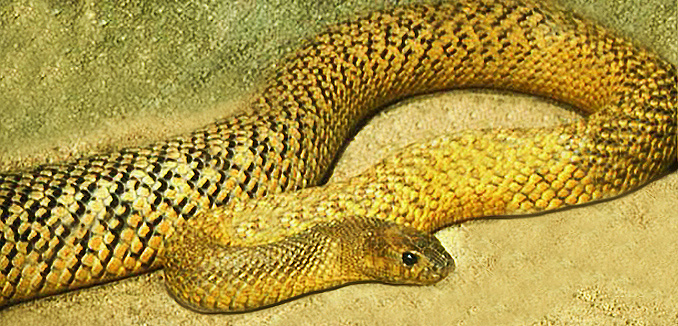
Oxyuranus microlepidotus le taïpan du désert
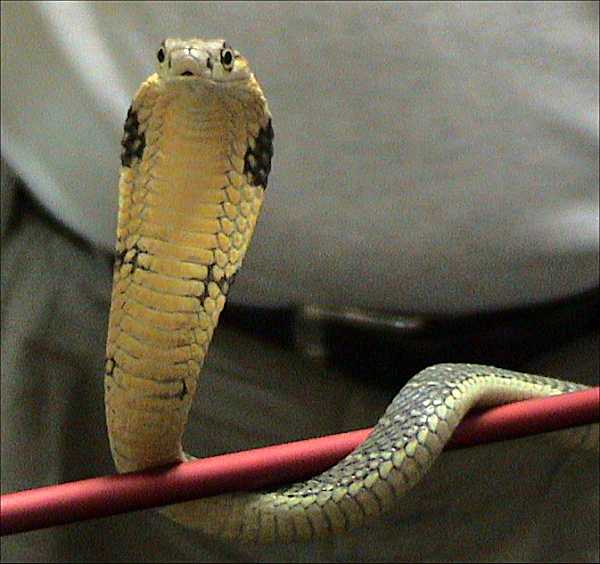
Ophiophagus hannah le cobra royal
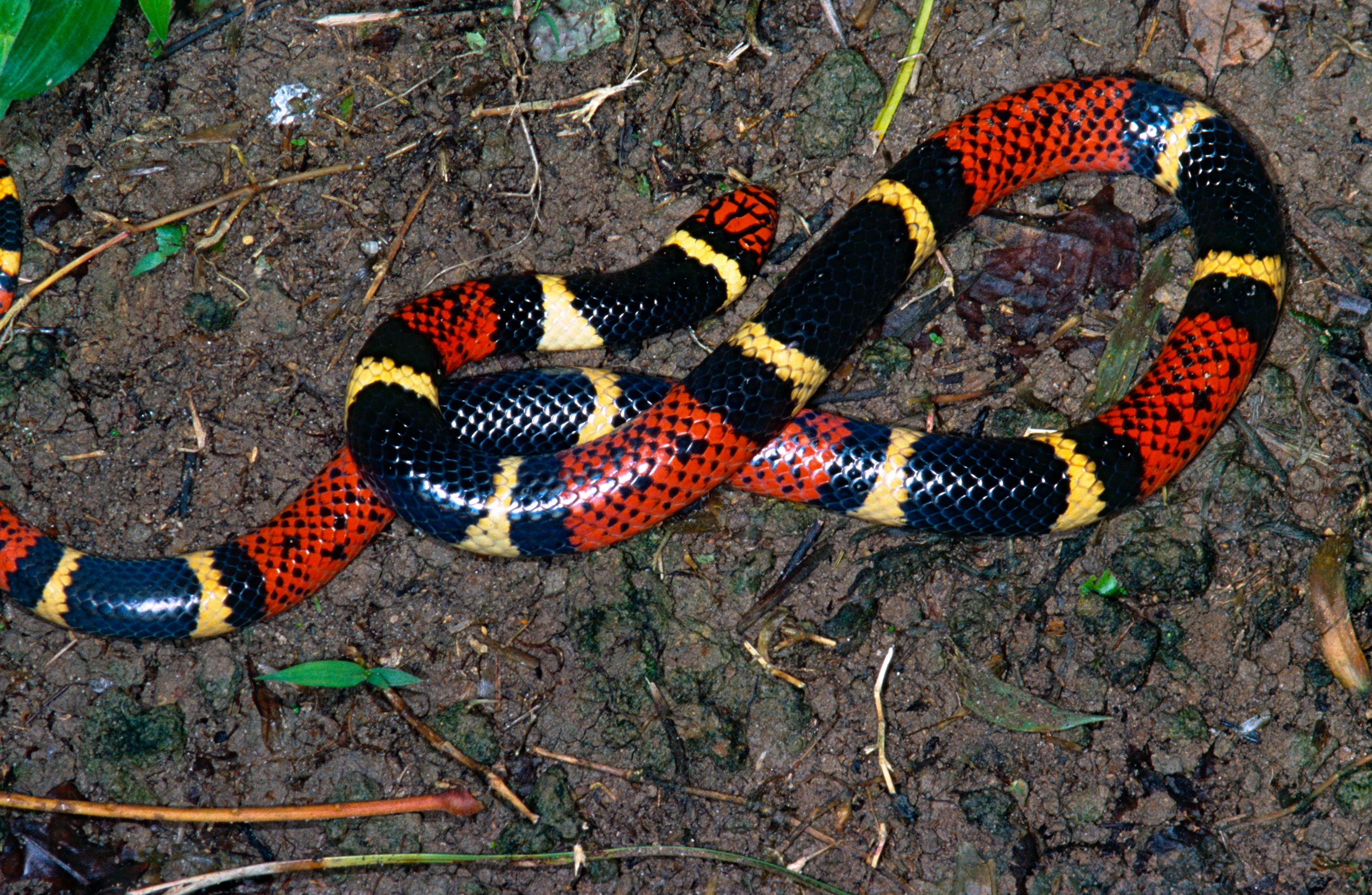
Micrurus surinamensis Serpent corail

## Taxinomie
Les Hydrophiinae étaient auparavant considérés comme une famille séparée, les Hydrophiidae. Cependant les phylogénies actuelles considèrent que les Hydrophiinae sont inclus au sein des Elapidae,, en faire une famille à part rend le taxon elapidae paraphyletique et donc invalide. 
Les Elapidae stricto sensu sont parfois découpés en sous-familles : Acanthophiinae, Bungarinae, Elapinae et Notechinae[réf. nécessaire]. 
Le genre-type s'est à l'origine appelé Elaps qui est synonyme de Micrurus.

## Étymologie
Le terme « Elapidae » vient du grec ἔλοψ, « élops », qui signifie « sorte de couleuvre ».

## Publication originale
- Boie, 1827 : Bemerkungen über Merrem's Versuch eines Systems der Amphibien, 1. Lieferung: Ophidier. Isis von Oken, Jena, vol. 20, p. 508-566 (texte intégral)